# Требеништа (некрополь)
41°12′23″ пн. ш. 20°45′18″ сх. д. / 41.20639° пн. ш. 20.75500° сх. д.
Требеништа (Требениште) — некрополь пересадіїв — племені фракійського чи іллірійського походження. Датується залізною добою (7-4 століття до н.е). Розташований за 1,5 км на південь від села Требеништа і за 9,5 км на північний-захід від міста Охрид в Північній Македонії.
Некрополь виявив 1918 року болгарський археолог Богдан Филов. З того часу в Требеніште було знайдено велику кількість поховано, чотири золотих маски, кілька залізних сережок і пластин. Знахідки зберігаються в археологічних музеях в містах Охрид, Софія та Белград.
Золота маска з Требеніштського некрополю зображена на реверсі македонської банкноти в 500 денарів випуску 1996 та 2003 років.